# Comuna Mihăileanca, Secureni
Mihăileanca (în ucraineană Михалкове, transliterat: Mîhalkove) este o comună în raionul Secureni, regiunea Cernăuți, Ucraina, formată din satele Galițea, Mihăileanca (reședința) și Neporotova.

## Demografie
Componența lingvistică a comunei Mihăileanca
     Ucraineană (98,61%)
     Alte limbi (1,13%)
Conform recensământului din 2001, majoritatea populației comunei Mihăileanca era vorbitoare de ucraineană (98,61%), existând în minoritate și vorbitori de alte limbi.